# Hip Hop Hooray
A Hip Hop Hooray az amerikai Naughty by Nature hiphopcsapat 3. stúdióalbumának - 19 Naughty III - első kimásolt kislemeze. A dal az amerikai R&B listán egy hetet töltött, és az US Pop Chart lista 8. helyéig jutott. A dal szövege a csinos nőkről szól, ahogy a dalban is éneklik "hé...ho...hé...ho". 
A klip rendezője Spike Lee, aki szintén feltűnik benne, de látható Queen Latifah, Eazy-E, Monie Love, Da Youngsta, és Run Dmc is. A dal az 1999/2000 EA Sports NBA Live játékában is szerepelt.

## Tracklista
1. "Hip Hop Hooray" (LP Version)
2. "Hip Hop Hooray" (Extended Mix)
3. "The Hood Comes First" (LP Version)
4. "Hip Hop Hooray" (Instrumental)
5. "The Hood Comes First" (Instrumental)

## Év végi összesítés
| Év végi slágerlista (1993) | Helyezés |
| -------------------------- | -------- |
| U.S. Billboard Hot 100     | 8        |